# Лукерино
Луке́рино (рос. Лукерино) — присілок у складі Бабушкінського району Вологодської області, Росія. Входить до складу Рослятінського сільського поселення.

## Населення
Населення — 41 особа (2010; 67 у 2002).
Національний склад (станом на 2002 рік):
- росіяни — 99 %